# Kriegerdenkmal Dolle

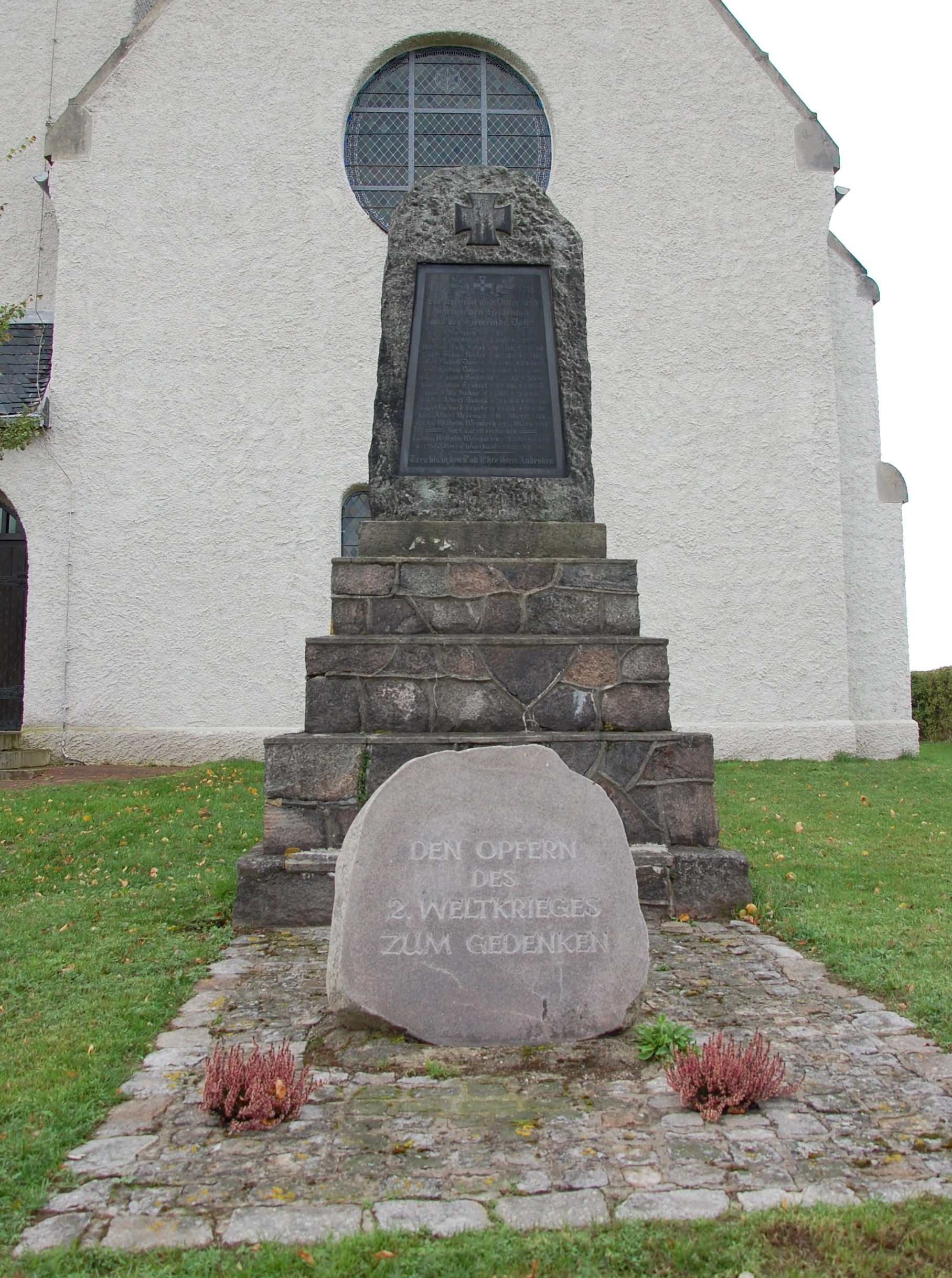
Kriegerdenkmal Dolle

Das Kriegerdenkmal Dolle ist ein unter Denkmalschutz stehendes Kriegerdenkmal im zur Gemeinde Burgstall gehörenden Ortsteil Dolle in Sachsen-Anhalt.

## Lage
Das Denkmal befindet sich in der Lindenstraße in Dolle unmittelbar östlich der Dorfkirche Dolle. Im örtlichen Denkmalverzeichnis ist es als Kriegerdenkmal eingetragen.

## Gestaltung und Geschichte
Das Kriegerdenkmal wurde in den frühen 1920er Jahren errichtet und dient der Erinnerung an die Gefallenen des Ersten Weltkriegs. Auf einem in mehreren Stufen angelegten Sockel aus Bruchsteinen wurde eine Steinplatte gesetzt, die eine Inschriftentafel mit den Namen im Krieg gefallener Einwohner Dolles trägt. Oberhalb der Tafel findet sich die Darstellung eines Eisernen Kreuzes.
Später wurde vor das Denkmal ein weiterer Stein gesetzt, der den Opfern des Zweiten Weltkrieges gedenkt. Er trägt die Inschrift DEN OPFERN DES 2. WELTKRIEGES ZUM GEDENKEN.